# A holnap tegnapja
A holnap tegnapja (angolul: All Tomorrow's Parties) William Gibson cyberpunk regénye. A könyv a Virtuálfény és az Idoru folytatásaként a Híd-trilógia befejező kötete. Magyarul a Galaktika Fantasztikus Könyvek sorozatban jelent meg 2006-ban Pék Zoltán fordításában.

## Történet
|  | Alább a cselekmény részletei következnek! |

### Cselekmény
A regény cselekménye a közeli jövőben játszódik, legnagyobbrészt a földrengés által megrongált San Franciscó-i Bay Bridge hídon, illetve az adatok, csomópontok virtuális világában. A Híd-trilógia ezen történetének főszereplői Berry Rydell, a Virtuálfény című regény főszereplője és Colin Laney, az Idoru főszereplője, és a történesek ennek megfelelően párhuzamos szálakon futnak, kettőjük szemszögéből megismerve őket.
Colin Laney jelenleg egy papírdobozban él Tokióban. Gyermekkorában gyógyszerkísérletekre végeztek rajta, aminek következtében különleges képességre tett szert, képes meglátni a számítógépek hálózatának gigászi adatfolyamaiban kialakuló csomópontokat. Ezek a csomópontok a történelem olyan ritka, de jelentős eseményei, melyek örökre megváltoztathatják a világot.
Colin nem biztos abban, mi fog történni, de érzi, hogy most egy ilyen nagyon ritka csomóponthoz közeledik a világ. Úgy gondolja, hogy San Franciscoban a Bay Bridge hídon fog bekövetkezni az a valami, amit a csomópont jelez. A híd egyfajta törvényen kívüli területként funkcionál, mióta egy földrengés a közlekedés számára járhatatlanná tette.
Colin felbéreli Berry Rydellt, hogy juttassa el a Rei Toeit a történések középpontjába. Eközben Chevette, Rydell exbarátnője is visszatér a hídra barátnőjével, Tessával, aki a dokumentumfilmet akar forgatni a híd életéről Chevette szereplésével. Ez Chevette-nek kapóra jön, amikor menekülnie kell a jelenlegi barátja elől.
A közelgő csomópontról azonban nem csak Laney és támogatói tudnak, hanem a milliárdos Harwood is, aki látva Laney különleges képességeit maga is bevette az 5-SB kísérleti gyógyszert, és így tud a közelgő változásról, aminek az irányát így már ő akarja megszabni. Ehhez felbéreli Konradot, a késes bérgyilkost, aki azonban az akció végrehajtása során a saját útját kezdi el járni. Harwood erre is felkészült: egy konkurens bérgyilkoscsapatot is küld a hídra, akik a kritikus pillanat eljövetele előtt felgyújtják az egész hidat.
|  | Itt a vége a cselekmény részletezésének! |

## Főszereplők
- Colin Laney – adatelemző, aki képes meglátni az adatfolyamban a csomópontokat (az Idoruban szerepelt először).
- Chevette Washington – biciklis küldöncként dolgozott korábban a hídon, és most barátnőjével együtt menekül a volt barátja elől (Virtuálfény).
- Berry Rydell – Magánzsaru, aki korábban Chevette szeretője volt, és most lecsúszott biztonsági őrként dolgozik Mázlis Sárkány bolthálózatnál Los Angelesben (Virtuálfény).
- Öltöny – elszegényedett egykori üzletember, aki Tokióban él és minden nap újrafesti ruházatát, ahelyett, hogy egy újat vásárolna.
- Konrad – Harwood által felbérelt bérgyilkos.
- Tessa – Chevette barátnője, akivel Chevette azért megy a hídra, hogy ott dokumentumfilmet forgassanak az ott élők életéről.
- Silencio – Az órák iránti különleges tehetséggel megáldott néma fiú a hídon.
- Fontaine – A hídon lakó régiségkereskedő, aki Silenciot pártfogásába veszi. (Virtuálfény)
- Rei Toei – Hologram (Idoru).
- Buell Creedmore – Alkohol- és drogfüggő countryénekes.

## Megjelenések

### Angol nyelven
1. All Tomorrow's Parties, Putnam, New York, 1999. október.[1]
2. All Tomorrow's Parties, Viking UK, London, 1999. október.[1]

### Holland nyelven
- Het Stalker Syndroom, Meulenhoff, Amszterdam, 2000, ford.: Piet Verhagen[1]

### Magyarul
- A holnap tegnapja; ford. Pék Zoltán; Metropolis Media, Bp., 2006 (Galaktika fantasztikus könyvek)